# Biltstraat 60
Biltstraat 60/60bis-Obrechtstraat 2/2bis is een gemeentelijk monument in Utrecht.
Het pand werd in 1905 gebouwd en vormt een architectonisch geheel met het pand Obrechtstraat 2/2bis. Het kwam in de plaats van een ouder huis, dat samen met de naastgelegen panden rond 1900 werd gesloopt. Het is gebouwd in de stijl van de jugendstil, die in Utrecht niet veel voorkomt. Het gebouw staat op de hoek van de Biltstraat en de Obrechtstraat.
De begane grond en kelder waren oorspronkelijk ingericht als slagerij en slagerswoning. De eerste eigenaar was de slager Hoogland, wiens zoon Herman Hoogland de eerste Nederlandse wereldkampioen dammen werd in 1912. Hij werd vervolgens bij zijn huis in de Biltstraat gehuldigd. Hoogland nam de slagerij over van zijn vader en werkte er zelf tot 1926, waarna hij de zaak verkocht en Slagerij van Diepen zich er vestigde. Nadat die in 1967 zijn winkel sloot, kreeg het winkelpand diverse andere bestemmingen, zoals snackbar en makelaarskantoor. De hogere verdiepingen hebben altijd een woonfunctie gehad. In de jaren 2000 is het pand gerestaureerd. Tegenwoordig is op de begane grond een vestiging van Bagels & Beans.
Naast het pand staat nog een karakteristieke hoge Hollandse iep, die in 1901 is geplant. Deze iep staat op de gemeentelijke bomenlijst.